# Орден Мужества (Ливия)
Орден Мужества (араб. وسام الشجاعة‎) — государственная награда Ливии. Орден присуждался за участие или поддержку революции 1969 года. После изменения статута ордена в 1977 году, им стали награждать и иностранцев, первым из которых стал Фидель Кастро в этом же году.
В числе других известных награждённых были: Муаммар Каддафи (как Братский вождь и руководитель революции), Мунтазар аз-Зейди (иракский журналист, бросивший в Джорджа Буша ботинок в знак неуважения) и Абу Абид бин Мингаш (иракский крестьянин, сбивший в 2003 году ударный вертолет США из старой винтовки).

## Описание
Лента красная.
Знаки отличия ордена производила миланская компания Bomisa.